# 秘密の女
『秘密の女』（ひみつのおんな、朝: 비밀의 여자）は2023年韓国のテレビドラマ。KBS2連続ドラマ。103話。
実業家の夫の愛人の策略に嵌り植物状態になり復讐に身を委ねる女の物語。

## 出演
- オ・セリン：チェ・ユニョン[1][2]
- チュ・エラ：イ・チェヨン[1][2]
- チョン・ギョウル：シン・ゴウン[1][2]
- ソ・テヤン：イ・ソンホ[1][2]
- ナム・ユジン：ハン・ギウン[1][2]
- チョン・ヨンジュン：イ・ウニョン[1][2]

- チェ・ジェソン[1]
- パン・ウニ[1]
- ユン・ジスク[1]
- イム・ヒョク[1]
- パク・ヒョンジュン[1]
- イ・ジョンウォン[1]
- キム・エリョン[1]
- イ・ミンジ[1]
- キム・ヒジョン[1]
- イ・スラ[1]
- イ・ジョンヨン[1]

## スタッフ
- 演出：シン・チャンソク[1][2]
- 脚本：イ・ジョンテ[1][2]

## 放送期間
- 2023年3月14日 - 2023年8月4日[1]

### 日本での放送
日本での放送は2023年10月4日、KBS WORLDで開始された。
- 2023年10月4日 - 
  - 毎週水・木 22時23分 - 23時20分